# Haakon Tønsager
Haakon Tønsager (ur. 31 lipca 1890 w Kristianii, zm. 15 stycznia 1975 w Oslo) – norweski wioślarz, brązowy medalista olimpijski.
Wystąpił na igrzyskach olimpijskich w Sztokholmie w 1912, gdzie norweska osada Kristiania Roklub w składzie: Mathias Torstensen, Henry Larsen, Theodor Klem, Haakon Tønsager i Ejnar Tønsager (sternik) zdobyła brązowy medal w czwórkach ze sternikiem. W walce o finał Norwegowie przegrali z ostatecznymi srebrnymi medalistami, Brytyjczykami z osady Thames Rowing Club, o 0,4 skundy. Był to jego jedyny start olimpijski.
Jego starszy brat, Ejnar Tønsager, także był wioślarzem.